# Chandra Wilson
Chandra Wilson (* 27. srpna 1969, Houston, Texas, Spojené státy americké) je americká herečka, jejíž nejznámější rolí bylo ztvárnění Dr. Mirandy Bailey v televizním seriálu Chirurgové (Grey's Anatomy).

## Životopis
Narodila se v Houstonu ve státě Texas. Svou divadelní kariéru začala v pěti letech v houstonském divadle Theatre Under the Stars (TUTS). Chodila na houstonskou střední školu specializovanou na herectví a vizuální umění a poté studovala na Tischově škole umění při Newyorské univerzitě, kde získala titul BFA v oboru drama.

## Kariéra
Její první pravidelná role v televizním seriálu byla v seriálu Bob Patterson (2001). Objevila se rovněž v seriálech Zákon a pořádek, Sex ve městě, Sopránovi a měla malou roli ve filmu Lone Star (1996). Kromě televizních seriálů se také věnuje divadlu, kde hraje Bonnu Willis ve hře The Good Times Are Killing Me a hrála rovněž ve hře nominované na cenu Tonny – Caroline, or Change.
V době, kdy se ucházela o roli v seriálu Chirurgové, pracovala v bance. V seriálu byla obsazena do role Mirandy Bailey, původně zamýšlené pro blondýnu-bělošku. Seriál se stal úspěšný. Wilson byla v letech 2006, 2007 a 2008 nominována na cenu Emmy za nejlepší vedlejší ženskou roli v dramatu. V roce 2007 byla nominovaná a vyhrála cenu Screen Actors Guild Award v kategorii mimořádný ženský herecký výkon v televizním seriálu. Spolu s ostatními herci ze seriálu Chirurgové vyhrála cenu SAG Award za nejlepší kolektiv v televizních seriálech.

## Osobní život
Wilson a její manžel mají tři děti; dcery Serenu a Joy, které se narodily v letech 1992 a 1998, a syna Michaela, který se narodil 31. října 2005.

## Filmografie

### jako herečky

#### Film
| Rok  | Název                           | Role                      | Poznámky            |
| ---- | ------------------------------- | ------------------------- | ------------------- |
| 1990 | Peer Pressure, Drugs and... You |                           |                     |
| 1993 | Mad Dog and Glory               |                           |                     |
| 1993 | Philadelphia                    | Chandra                   |                     |
| 1996 | Osamělá hvězda                  | Athena                    |                     |
| 2003 | Hlava státu                     | Jaime                     |                     |
| 2005 | I Love the 80's 3-D             | samu sebe                 |                     |
| 2005 | Strangers with Candy            | vězeňkyně                 |                     |
| 2008 | A Single Woman                  | Coretta Scott King (hlas) |                     |
| 2010 | Frankie & Alice                 | Maxine                    |                     |
| 2014 | Muted                           | Lena Gladwell             | krátkometrážní film |
| 2018 | Christmas Harmony               | Karen                     |                     |

#### Televize
| Rok        | Název                                     | Role                             | Poznámky                            |
| ---------- | ----------------------------------------- | -------------------------------- | ----------------------------------- |
| 1989       | Cosby Show                                | Dina                             | díl: „The Lost Weekend“             |
| 1992       | CBS Schoolbreak Special                   | Gloria                           | díl: „Sexual Considerations“        |
| 1992       | Zákon a pořádek                           | Serena Price                     | díl: „Cradle to Grave“              |
| 2000       | Cosby                                     | neznámá role                     | díl: „It's a Wonderful Wife“        |
| 2001       | Třetí hlídka                              | dobrovolnice                     | díl: „Man Enough“                   |
| 2001       | 100 Centre Street                         | neznámá role                     | díl: „No Good Deed Goes Unpunished“ |
| 2001       | Bob Patterson                             | Claudia                          | 4 díly                              |
| 2002       | Sex ve městě                              | strážník                         | díl: „Zdvihnout kotvy“              |
| 2002       | Zákon a pořádek: Útvar pro zvláštní oběti | sestra Jenkins                   | díl: „Waste“                        |
| 2003       | Queens Supreme                            | Dolores                          | díl: „The House Next Door“          |
| 2004       | Rodina Sopránů                            | Evelyn Greenwood                 | díl: „Chladnokrevná msta “          |
| 2005       | Zákon a pořádek: Útvar pro zvláštní oběti | Rachel Sorannis                  | díl: „911“                          |
| 2005–dosud | Chirurgové                                | Dr. Miranda Bailey               | hlavní role                         |
| 2008       | Accidental Friendship                     | Yvonne                           | TV film                             |
| 2009       | Private Practice                          | Dr. Miranda Bailey               | 2 díly                              |
| 2014–2018  | General Hospital                          | Tina Estrada/Dr. Francine Massey | 1 díl                               |
| 2018–2024  | Station 19                                | Dr. Miranda Bailey               | vedlejší role                       |
| 2018       | General Hospital                          | Sydney Val Jean                  |                                     |

### Internet
| Rok  | Název                  | Role               | Poznámky |
| ---- | ---------------------- | ------------------ | -------- |
| 1989 | Grey's Anatomy: B-Team | Dr. Miranda Bailey | 2 díly   |

### jako režisérka
| Rok        | Název        | Poznámky                     |
| ---------- | ------------ | ---------------------------- |
| 2009–dosud | Chirurgové   | 20 dílů                      |
| 2015–2017  | The Fosters  | 3 díly                       |
| 2015       | Skandál      | díl: „Get Out of Jail, Free“ |
| 2019       | Good Trouble | díl: „Twenty-Five“           |

### Divadlo
| Rok  | Název                         | Role                 | Lokace                 |
| ---- | ----------------------------- | -------------------- | ---------------------- |
| 1991 | The Good Times are Killing Me | Bonna Willis         | Second Stage Theatre   |
| 1998 | On the Town                   | více rolí            | Gershwin Theatre       |
| 2003 | Avenue Q                      | Gary Coleman         | John Golden Theatre    |
| 2004 | Caroline, or Change           | Dotty Moffett        | Eugene O'Neill Theatre |
| 2009 | Chicago                       | Matron "Mama" Morton | Ambassador Theatre     |

## Ocenění a nominace
| Rok  | Ocenění                                     | Kategorie                                                                  | Práce                                     | Výsledek  |
| ---- | ------------------------------------------- | -------------------------------------------------------------------------- | ----------------------------------------- | --------- |
| 1991 | Theatre World Award                         | nejlepší herecký výkon                                                     | The Good Times are Killing Me             | nominace  |
| 2006 | Cena Emmy                                   | nejlepší seriálová herečka ve vedlejší roli: drama                         | Chirurgové                                | nominace  |
| 2006 | Image Awards                                | nejlepší seriálová herečka ve vedlejší roli: drama                         | Chirurgové                                | nominace  |
| 2006 | Gold Derby Awards                           | nejlepší obsazení: drama                                                   | Chirurgové                                | nominace  |
| 2006 | Gold Derby Awards                           | nejlepší seriálová herečka ve vedlejší roli: drama                         | Chirurgové                                | nominace  |
| 2006 | NAACP Image Awards                          | nejlepší seriálová herečka ve vedlejší roli: drama                         | Chirurgové                                | nominace  |
| 2006 | Online Film & Television Association Awards | nejlepší seriálová herečka ve vedlejší roli: drama                         | Chirurgové                                | nominace  |
| 2006 | Screen Actors Guild Awards                  | nejlepší seriálové obsazení: drama                                         | Chirurgové                                | vítězství |
| 2006 | Screen Actors Guild Awards                  | nejlepší seriálová herečka v hlavní roli: drama                            | Chirurgové                                | vítězství |
| 2007 | BET Awards                                  | nejlepší seriálová herečka ve vedlejší roli: drama                         | Chirurgové                                | nominace  |
| 2007 | Cena Emmy                                   | nejlepší seriálová herečka ve vedlejší roli: drama                         | Chirurgové                                | nominace  |
| 2007 | Image Awards                                | nejlepší seriálová herečka ve vedlejší roli: drama                         | Chirurgové                                | vítězství |
| 2007 | Gold Derby Awards                           | nejlepší obsazení: drama                                                   | Chirurgové                                | nominace  |
| 2007 | Monte-Carlo TV Festival                     | nejlepší seriálová herečka: drama                                          | Chirurgové                                | nominace  |
| 2007 | NAACP Image Awards                          | nejlepší seriálová herečka ve vedlejší roli: drama                         | Chirurgové                                | vítězství |
| 2007 | Online Film & Television Association Awards | nejlepší seriálová herečka ve vedlejší roli: drama                         | Chirurgové                                | nominace  |
| 2007 | Satellite Awards                            | nejlepší herečka ve vedlejší roli: minisérie, seriál nebo TV film          | Chirurgové                                | nominace  |
| 2007 | Screen Actors Guild Awards                  | nejlepší obsazení: drama                                                   | Chirurgové                                | nominace  |
| 2008 | BET Awards                                  | nejlepší seriálová herečka                                                 | Chirurgové                                | nominace  |
| 2008 | Cena Emmy                                   | nejlepší seriálová herečka ve vedlejší roli: drama                         | Chirurgové                                | nominace  |
| 2008 | Image Awards                                | nejlepší seriálová herečka ve vedlejší roli: drama                         | Chirurgové                                | vítězství |
| 2008 | Gold Derby Awards                           | nejlepší seriálová herečka ve vedlejší roli: drama                         | Chirurgové                                | vítězství |
| 2008 | NAACP Image Awards                          | nejlepší seriálová herečka ve vedlejší roli: drama                         | Chirurgové                                | vítězství |
| 2008 | People's Choice Awards                      | seriálová zlodějka scén                                                    | Chirurgové                                | vítězství |
| 2008 | Satellite Awards                            | nejlepší herečka ve vedlejší roli: minisérie, seriál nebo TV film          | Chirurgové                                | nominace  |
| 2009 | Cena Emmy                                   | nejlepší seriálová herečka ve vedlejší roli: drama                         | Chirurgové                                | nominace  |
| 2009 | Cena Emmy                                   | nejlepší herečka v hlavní roli: minisérie nebo TV film                     | Accidental Friendship                     | nominace  |
| 2009 | Image Awards                                | nejlepší seriálová herečka: drama                                          | Chirurgové                                | vítězství |
| 2009 | Image Awards                                | nejlepší herečka v hlavní roli: minisérie nebo TV film                     | Accidental Friendship                     | nominace  |
| 2009 | NAACP Image Awards                          | nejlepší seriálová herečka ve vedlejší roli: drama                         | Chirurgové                                | vítězství |
| 2009 | Online Film & Television Association Awards | nejlepší seriálová herečka ve vedlejší roli: drama                         | Chirurgové                                | nominace  |
| 2009 | Prism Awards                                | nejlepší ženský herecký výkon v dramatickém seriálu (více-epizodní příběh) | Chirurgové                                | vítězství |
| 2009 | Prism Awards                                | nejlepší herecký výkon v TV filmu nebo mini-seriálu                        | Accidental Friendship                     | vítězství |
| 2010 | Image Awards                                | nejlepší seriálová herečka ve vedlejší roli: drama                         | Chirurgové                                | nominace  |
| 2010 | Image Awards                                | nejlepší režie: seriál (drama)                                             | Chirurgové (za díl: „Give Peace a Chance) | vítězství |
| 2010 | NAACP Image Awards                          | nejlepší režie: drama                                                      | Chirurgové (za díl: „Give Peace a Chance) | vítězství |
| 2010 | NAACP Image Awards                          | nejlepší seriálová herečka ve vedlejší roli: drama                         | Chirurgové                                | nominace  |
| 2011 | Image Awards                                | nejlepší seriálová herečka: drama                                          | Chirurgové                                | nominace  |
| 2011 | NAACP Image Awards                          | nejlepší seriálová herečka ve vedlejší roli: drama                         | Chirurgové                                | nominace  |
| 2012 | Image Awards                                | nejlepší seriálová herečka: drama                                          | Chirurgové                                | nominace  |
| 2012 | NAACP Image Awards                          | nejlepší seriálová herečka v hlavní roli: drama                            | Chirurgové                                | nominace  |
| 2013 | Image Awards                                | nejlepší seriálová herečka: drama                                          | Chirurgové                                | nominace  |
| 2013 | NAACP Image Awards                          | nejlepší seriálová herečka v hlavní roli: drama                            | Chirurgové                                | nominace  |
| 2014 | Image Awards                                | nejlepší seriálová herečka: drama                                          | Chirurgové                                | nominace  |
| 2014 | NAACP Image Awards                          | nejlepší seriálová herečka v hlavní roli: drama                            | Chirurgové                                | nominace  |
| 2015 | NAACP Image Awards                          | nejlepší seriálová herečka v hlavní roli: drama                            | Chirurgové                                | nominace  |
| 2015 | SoHo International Film Festival            | nejlepší herečka                                                           | Muted                                     | vítězství |
| 2016 | Texas Film Awards                           | síň slávy                                                                  |                                           | vítězství |